# Злобный Окоп
Злобный Окоп — военное укрепление в Чечне недалеко от крепости Грозной, (рус. дореф. «Злобный Окопъ») был частью Сунженской укреплённой линии. Основано генералом Н. В. Грековым в 1820 году.

## История
Весной 3 мая 1820 года Греков основал редут Злобный Окоп по распоряжению А. П. Ермолова и возвёл его недалеко от крепости «Грозная», на берегу реки Сунжа недалеко от впадения в неё реки Мартан, к юго-востоку от курганов «Три брата».
А. П. Ермолов в письме к дежурному генералу при императоре Арсению Закревскому, упоминает строительство укреплений вдоль Сунженской линии:
Сейчас получил известие, что закончены этого года работы против чеченцев. Построена довольно хорошая крепостца, называющаяся «Неотступный стан». Построен редут, именуемый «Злобный окоп». Так назван он по положению его на месте, откуда нападали прежде самые «злобные хищники», и в память того, что на сем месте была переправа через Сунжу известного полковника Пиери, который погиб с полком против чеченцев, будучи окружен в лесу, где не могла действовать его артиллерия.

## Описание
Злобный Окоп был фортификационным сооружением с гарнизоном в 100 человек пехоты и 30 казаков. Редут имел четыре бастиона, обнесенных рвом и валом, возле редута размещался лагерь.
Недалеко от него располагался небольшой аул Калкан-Юрт. Курганы Три брата на карте 1848 г. показаны несколько севернее бывшей станицы Ермоловской (с. Алхан-Кала), в 4 км. к северо-западу от Злобного Окопа.

## Разрушение
К. П. Белевич подполковник Тенгинского полка, в своем очерке «Несколько картин из кавказской войны и нравов горцев» упоминает укрепление:
От этих облитых кровью окрестностей перенесемся на левый берег Сунжи, на Грозненскую почтовую дорогу, к курганам «Трёх братьев», от которых веет старинной чеченской легендой, — перенесемся мимо сохранившихся валов давно упразднённого редута, в котором, ещё во времена Ермолова погиб, при ночном нападении, батальон Навагинского пехотного полка. С вершины высоких курганов глазам открывается величественная картина, с колоссальными пейзажами.
Укрепление прекратило своё существование, в составе Сунженской оборонительной линии, в 1825 году. В Чечне вспыхнуло восстание под предводительством Бейбулата Таймиева. Свой первый удар горцы обрушили на укрепленный пост на Тереке, Амир-Аджа-Юрт, вслед за ним захватили и разрушили два сильных укрепления — Злобный Окоп и Преградный Стан, а затем под предводительством Бейбулат Таймиева в течение семи дней осаждали русское военное укрепление Герзель, на полпути между крепостями Внезапной и Грозной